# Baron Henley

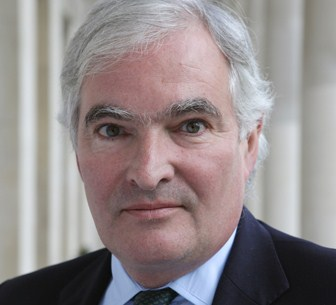
Oliver Eden, 8. Baron Henley, 2011

Baron Henley ist ein erblicher britischer Adelstitel, der je einmal in der Peerage of Great Britain und in der Peerage of Ireland verliehen wurde.

## Verleihungen
Der Titel wurde erstmals am 27. Mai 1760 in der Peerage of Great Britain als Baron Henley, of Grange in the County of Southampton, an Sir Robert Henley verliehen. Dieser war zu der Zeit Lordkanzler. Am 19. Mai 1764 wurde er zudem in der Peerage of Great Britain zum Earl of Northington, of Northington in the County of Southampton, erhoben. Beide Titel erloschen am 5. Juli 1786 als sein Sohn, der 2. Earl, kinderlos starb.
Die zweite Verleihung erfolgte am 9. November 1799 in der Peerage of Ireland, als der Ehemann der jüngsten Tochter des 1. Barons der ersten Verleihung Sir Morton Eden zum Baron Henley, of Chardstock in the County of Dorset, erhoben wurde. Dieser war britischer Botschafter an verschiedenen europäischen Höfen gewesen. Sein Sohn, der 2. Baron, nahm 1831 den Familiennamen Henley an. Dessen Sohn, der 3. Baron, war mehr als 15 Jahre Abgeordneter des britischen House of Commons. In Ansehung seiner Verdienste wurde er ihm am 28. Juni 1885 der Titel Baron Northington, of Watford in the County of Northampton, verliehen. Diese Würde gehört zur Peerage of the United Kingdom und berechtigte, im Gegensatz zu seinem irischen Titel, zu einem Sitz im britischen House of Lords.

## Liste der Barone Henley

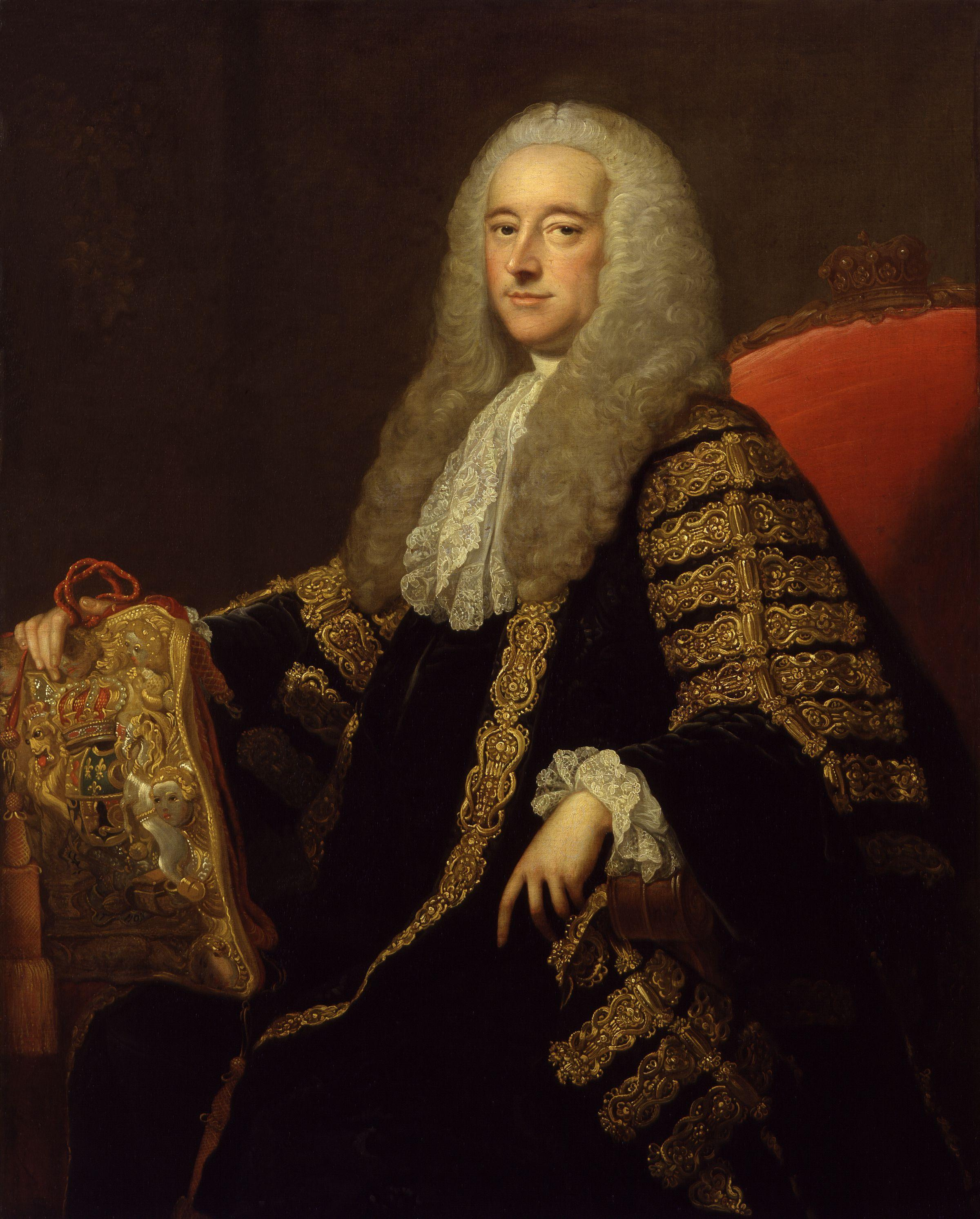
Robert Henley, 1. Baron Henley

### Barone Henley, erste Verleihung (1760)
- Robert Henley, 1. Earl of Northington, 1. Baron Henley (1708–1772)
- Robert Henley, 2. Earl of Northington, 2. Baron Henley (1747–1786)

### Barone Henley, zweite Verleihung (1799)
- Morton Eden, 1. Baron Henley (1752–1830)
- Robert Henley Henley, 2. Baron Henley (1789–1841)
- Anthony Henley Henley, 3. Baron Henley, 1. Baron Northington (1825–1898)
- Frederick Henley, 4. Baron Henley, 2. Baron Northington (1849–1923)
- Anthony Ernest Henley, 5. Baron Henley, 3. Baron Northington (1858–1925)
- Francis Robert Eden, 6. Baron Henley, 4. Baron Northington (1877–1962)
- Michael Francis Eden, 7. Baron Henley, 5. Baron Northington (1914–1977)
- Oliver Michael Robert Eden, 8. Baron Henley, 6. Baron Northington (* 1953)

Titelerbe (Heir Apparent) ist der älteste Sohn des jetzigen Barons, Hon. John Michael Oliver Eden (* 1988).